# Alois Jacques Franck
Pour les articles homonymes, voir Franck.
Alois Jacques Franck fut le 44e abbé de l'histoire de l'abbaye de Parc, entre 1868 et sa mort en 1887. L'abbaye de Parc est un monastère de l'ordre des Prémontrés situé près de Louvain, en Belgique, dans le Brabant flamand. L'abbaye a été fondée en 1129 dans le duché de Brabant et est toujours en activité en 2021. 
L'abbé Alois Jacques Franck est le premier abbé mitré suivant la restauration de l'abbaye de Parc, béni à l'abbaye de Grimbergen par le nonce apostolique (en) Giacomo Cattani en 1872, après que le pape Pie IX ait rétabli à Parc, la dignité abbatiale. Durant son abbatiat, il s'est surtout appliqué à faire régner la discipline religieuse. Il est devenu vicaire général en 1887.

## Chronologie
Alois Jacques Franck naît à Anvers le 2 mai 1823. Il entre à l'abbaye de Tongerlo en 1842, est profès en 1844, devient prêtre en 1847, proviseur à Tongerlo ensuite. Les religieux de Parc n'ayant pas pu parvenir à se mettre d'accord sur le choix d'un supérieur, après la démission d'Ignace François van der Kerckhoven, Alois Jacques Franck est imposé par nomination du nonce apostolique Giacomo Cattani, le 7 octobre 1868. Il arrive donc de Tongerlo avec deux autres religieux, W. van Spielbeek et Ch. de Turck de Kersbeek, qui deviennent respectivement prieur et proviseur. Il meurt à l'abbaye de Parc le 26 novembre 1887.

## Abbatiat
En 1872, le pape Pie IX rétablissant à Parc la dignité abbatiale, le nouvel abbé Alois Jacques Franck est béni à l'abbaye de Grimbergen par le nonce apostolique (en) Giacomo Cattani, devenant ainsi, le 18 août 1872, le premier abbé mitré après la restauration de l'abbaye. Il s'applique surtout à faire régner la discipline religieuse. Il devient par la suite vicaire général, le 28 août 1887.

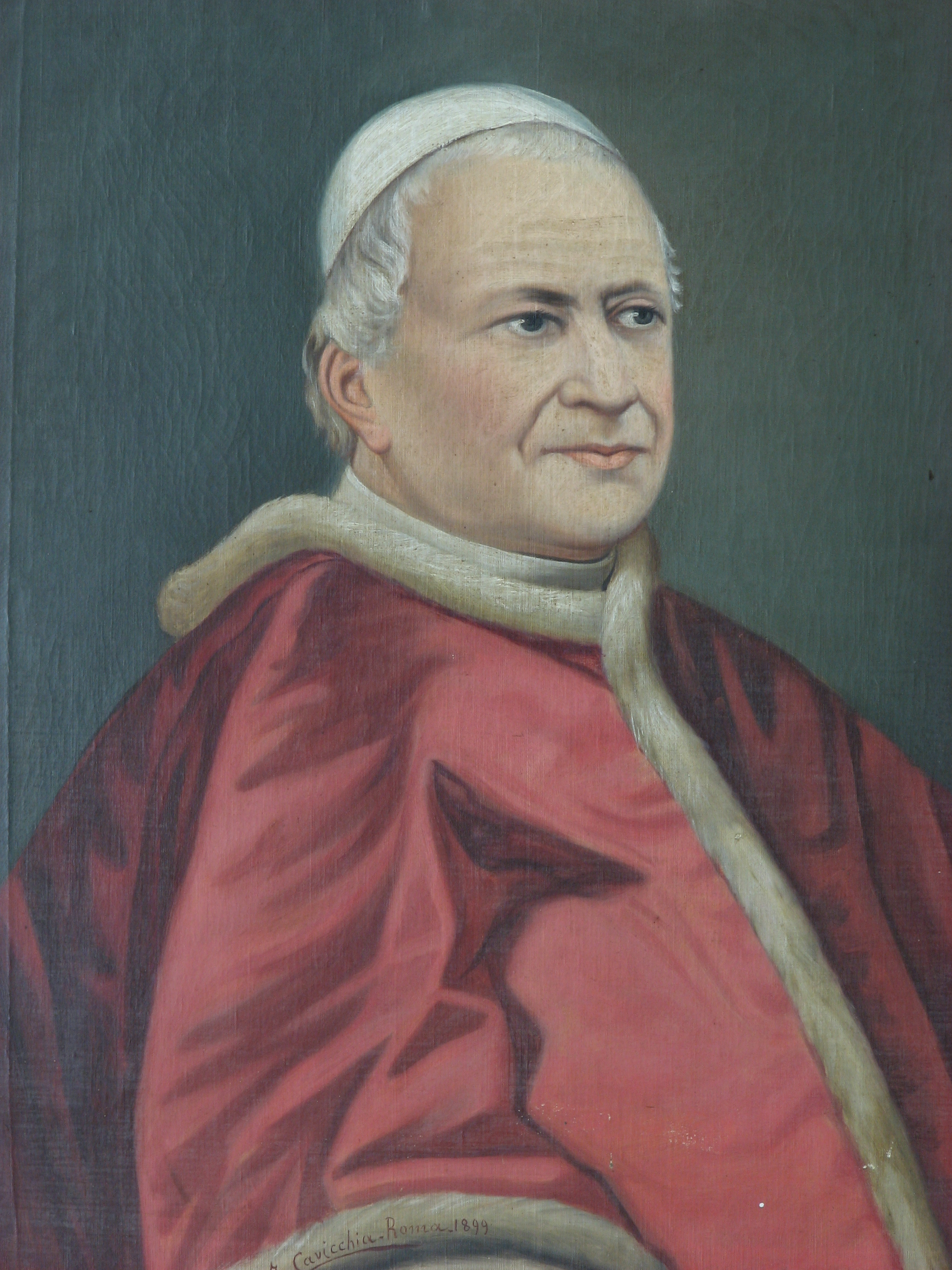
Le pape Pie IX.

## Postérité

### Indication posthume
Dans son ouvrage cité plus bas, J.E. Jansen accompagne la chronologie de l'abbé Alois Jacques Franck d'une indication le concernant : « Dévôt à la Sainte Vierge, sévère pour la discipline, zélé pour l'étude, ne parvient pas à gagner la sympathie de ses religieux ».

### Portrait
Son portrait peint par P. Stegher est présent à l'abbaye de Parc.

### Armes de l'abbé
Le blasonnement des armes de l'abbé Alois Jacques Franck est : « D'azur à la madone d'argent nimbée d'or, à la bordure dentée d'argent ». La devise associée à ses armes est : Funda nos in pace,.
Ces armes, avec son obit, sont présents à l'abbaye de Parc. Il est possible de les rapprocher de celles de tous les autres abbés du monastère en consultant l'article : « Armorial des abbés de Parc ».